# Ghislain Printant
Ghislain Printant (nacido el 13 de mayo de 1961 en Montpellier) es un exfutbolista y entrenador francés. Actualmente está libre.

## Carrera como jugador
Su carrera como futbolista, jugando de guardameta, no llegó a niveles profesionales.

## Carrera como entrenador
Montpellier y Marvejols
Printant comenzó su trayectoria como entrenador en 1989, siendo entrenador de porteros del equipo de su ciudad, el Montpellier HSC. Ocupó dichas funciones hasta 1992, cuando se fue a entrenar al modesto Marvejols, cuyo banquillo ocuparía dos años. Regresó al Montpellier HSC para volver a integrarse en el cuerpo técnico, permaneciendo una década como técnico adjunto y entrenador de porteros y seis años más (2004-2010) entrenando en las categorías inferiores del club. En abril de 2007 llegó a dirigir al primer equipo junto con otros dos entrenadores de forma interina.
SC Bastia
En 2010, Printant se incorporó al SC Bastia para convertirse en el director del fútbol base de la entidad corsa. 
El 3 de noviembre de 2014, el entrenador Claude Makélélé fue destituido y Printant se hizo cargo del primer equipo. Tras dos partidos como entrenador interino, en los que logró una victoria y un empate, fue confirmado hasta el final de la temporada 2014-15. El cambio de técnico surtió el efecto deseado y el Bastia salió de los puestos de descenso al comenzar la segunda vuelta del campeonato con una victoria contra el París Saint-Germain, mientras que se clasificó para la final de la Copa de la Liga veinte años después. Aunque perdió la final por un contundente 4-0 ante el París Saint-Germain, logró cumplir el objetivo prioritario de asegurar la permanencia en la Ligue 1 dos jornadas antes del término del campeonato. El 26 de mayo de 2015, Printant fue renovado por dos años más.
Inicialmente, la buena tendencia del Bastia se mantuvo en el arranque de la Ligue 1 2015-16, ya que el equipo se situó como 2.º clasificado en la tercera jornada, aunque luego entró en una mala racha y cayó en picado en la clasificación, si bien terminó la primera vuelta fuera de los puestos de descenso. Printant fue despedido el 28 de enero de 2016, dejando al equipo corso como 15.º clasificado con 25 puntos, tres por encima del descenso, tras 22 jornadas de la Ligue 1.
Montpellier
El 30 de enero de 2017, regresó al Montpellier, esta vez para convertirse en el asistente del nuevo entrenador Jean-Louis Gasset. Al término de la temporada, habiendo conseguido la permanencia, dejó el club junto con Gasset.
Saint-Étienne
El 23 de diciembre de 2017, fue contratado por el AS Saint-Étienne para reforzar el cuerpo técnico del primer equipo, dirigido por Jean-Louis Gasset. Trabajó como asistente durante una temporada y media, hasta que el 6 de junio de 2019, tras la marcha de Jean-Louis Gasset, firmó un contrato de 2 años como nuevo entrenador. Sin embargo, el 4 de octubre de 2019, tras sumar 8 puntos en las 8 primeras jornadas de la Ligue 1 que dejaban al conjunto francés en 18.ª posición, Printant fue cesado en sus funciones.
Asistente de Jean-Louis Gasset
El 10 de agosto de 2020, se incorporó al Girondins de Burdeos en calidad de asistente de Jean-Louis Gasset. Posteriormente, desempeñó las mismas funciones en la selección de Costa de Marfil, el Olympique de Marsella y el Montpellier HSC, siempre junto a Jean-Louis Gasset.

## Clubes
| Club                                     | País            | Temporada   | P   | PG | PE | PP | Efectividad |
| ---------------------------------------- | --------------- | ----------- | --- | -- | -- | -- | ----------- |
| Montpellier HSC (asistente)              | Francia         | 1989-1992   |     |    |    |    |             |
| Marvejols                                | Francia         | 1992-1994   |     |    |    |    |             |
| Montpellier HSC (asistente)              | Francia         | 1994-2004   |     |    |    |    |             |
| Montpellier HSC (cantera)                | Francia         | 2004-2010   | 136 | 44 | 40 | 52 | 32.35%      |
| SC Bastia (cantera)                      | Francia         | 2010-2014   |     |    |    |    |             |
| SC Bastia                                | Francia         | 2014-2016   | 57  | 21 | 13 | 23 | 44.44%      |
| Montpellier HSC (asistente)              | Francia         | 2017        | 15  | 5  | 1  | 9  | 35.56%      |
| AS Saint-Étienne (asistente)             | Francia         | 2018-2019   | 62  | 30 | 16 | 16 | 56.99%      |
| AS Saint-Étienne                         | Francia         | 2019        | 10  | 2  | 3  | 5  | 30%         |
| Girondins de Burdeos (asistente)         | Francia         | 2020-2021   | 39  | 13 | 6  | 20 | 38.46%      |
| Selección de Costa de Marfil (asistente) | Costa de Marfil | 2022 - 2023 | 18  | 11 | 3  | 4  | 66.67%      |
| Olympique de Marsella (asistente)        | Francia         | 2024        | 19  | 9  | 3  | 7  | 52.63%      |
| Montpellier HSC (asistente)              | Francia         | 2024 - 2025 |     |    |    |    |             |
| Fuente                                   |                 |             |     |    |    |    |             |